# Access Linux Platform

Бизнес-вкладка рабочего стола Access Linux Platform.

Access Linux Platform — операционная система с открытым кодом для мобильных устройств, продвигаемая японской компанией Access Co.. Платформа включает в себя среду для запуска Java-приложений, приложений Palm OS и Linux-приложений, основанных на GTK+. ALP была продемонстрирована на различных конференциях и выставках, включая 3GSM, LinuxWorld, GUADEC, и Open Source in Mobile.
Access Linux Platform была анонсирована в феврале 2006. Первая версия платформы и среда разработки программного обеспечения были официально выпущены в феврале 2007 года. На ноябрь 2007 Access Linux Platform используется на малом количестве устройств, хотя среда разработки была продемостирована. Первое устройство на Access Linux Platform будет анонсировано европейской компанией Orange в первой половине 2008. NTT DoCoMo, Panasonic, NEC, и Esteemo планируют использовать ALP как основу «общей платформы», включая модифицированные i.mode MOAP(L) API, соответствующие спецификациям LiMo Foundation.
По сообщению Ziff Davis, в 2008 году компания Discretix объявила, что её ТСЗАП (DRM) будут портированы на Access.